# 岩手県立盛岡農業高等学校
岩手県立盛岡農業高等学校（いわてけんりつもりおかのうぎょうこうとうがっこう, Iwate Prefectural Morioka Agricultural High School）は、岩手県滝沢市にある県立の農業高等学校。略称は「盛農」（もりのう）。

## 概要

### 歴史
1879年（明治12年）に開校した「獣医学舎」を前身とする、県内最古の歴史を有する高等学校である。

### 設置課程・学科
- 全日制課程 5学科
  - 動物科学科（A科）- 畜産・動物バイオに関すること
  - 植物科学科（B科）- 作物・園芸全般の植物に関すること
  - 食品科学科（C科）- 食品加工・調理栄養に関すること
  - 人間科学科（D科）- 農業・家庭・福祉を通した人間の成長・発達に関すること
  - 環境科学科（E科）- バイオ技術・環境保全、活用と森林産業に関すること
- 特別専攻科 （入学資格:高等学校卒業／修業年限 2年）
  - 農業科 - 実理実学の精神で畜産・園芸・作物の各専攻毎により高度な農業学習を行う。

### 校章
- 柏の葉を使用している。「岩手県立柏高等学校」発足時の1949年（昭和24年）に制定された。

### 校歌
- 歌詞は3番まである。

### 進路
- 岩手大学、岩手医科大学薬学部へ近年毎年進学生がいる。

### その他
- 野生動植物の種の保存に関わる法律の届出校である。

## 沿革
農学校時代
- 1879年（明治12年）8月12日 - 南岩手郡藪川村外山牧場内に「獣医学舎」が開校。
- 1888年（明治21年）4月 - 盛岡内丸に「岩手県農事講習所」が開校。
- 1899年（明治32年）4月 - 岩手県農事講習所と獣医学校を統合し、盛岡菜園に移転の上「岩手県農学校」が開校。
- 1901年（明治34年）
  - 1月 - 養蚕科を設置。
  - 6月 - 「岩手県立農学校」と改称（県の後に「立」が加えられる）。
- 1923年（大正12年）4月 - 「岩手県立盛岡農学校」と改称。
- 1929年（昭和4年）4月10日 -　本宮村大字向中野西門に川久保校舎が完成し移転。
- 1936年（昭和11年）4月 - 獣医科の募集を停止し、畜産科と園芸科を設置。

新制農業高等学校
- 1948年（昭和23年）4月 - 学制改革（六・三・三制の実施）により、農学校は廃止され、新制高等学校「岩手県立盛岡農業高等学校」が発足。林業科を設置。
- 1949年（昭和24年）4月1日 - 高校三原則に基づく公立高等学校の再編により、総合制高等学校「岩手県立柏高等学校」が発足。普通科を設置。校章を制定。
- 1952年（昭和27年）4月1日 - 「岩手県立盛岡農業高等学校」（現校名）に復称。
- 1958年（昭和33年）10月 - 盛岡市新庄字中津川に学校演習林を設置。
- 1964年（昭和39年）4月 - 養蚕科を農芸化学科に転換。自営者養成農業高等学校拡充整備校の指定を受ける。
- 1965年（昭和40年）
  - 4月 - 生活科を設置。普通科の生徒募集を停止。
  - 5月 - 寄宿舎が完成。
- 1966年（昭和41年）
  - 1月 - 第21回国民体育大会冬季大会スケート競技会のため、常陸宮・同妃が来校。　　　　
  - 4月11日 - 現在地に新校舎が完成し移転。旧・川久保校舎は岩手県立盛岡第四高等学校に移管。
- 1967年（昭和42年）3月31日 - 普通科を廃止。
- 1971年（昭和46年）4月1日 - 農業特別専攻科を設置。
- 1986年（昭和61年）4月1日 - 生活科を1学級減じ、生物工学科を設置。
- 1989年（平成元年）4月1日 - 生活科を生活科学科に転換。
- 1994年（平成6年）10月8日 - 秋篠宮が来校し、岩手地鶏「白笹」を見学。
- 1996年（平成8年）8月28日 - 皇太子同妃が来校。新校舎が完成。
- 1998年（平成10年）
  - 3月31日 - 生活科学科実験棟が完成。側溝を改修し、水田井戸を設置。
  - 4月1日 - 文部省教科書研究指定校となる。
- 1999年（平成11年）3月26日 - 農芸科学科・林業科・農業科実験棟が完成。
- 2000年（平成12年）
  - 3月15日 - 砂込教職員校舎を改築。
  - 3月30日 - 農業実習センター、農業機械実習棟・作業機格納棟を改築。
- 2001年（平成13年）2月19日 - 増田寛也岩手県知事が来校し、生徒との懇談会を行う。
- 2002年（平成14年）
  - 3月11日 - 作物実習棟を改築。
  - 3月27日 - 特別専攻科棟を改修。
  - 3月31日 - 農業科・園芸科・畜産科・生活科学科・林業科・農芸化学科、以上6学科の生徒募集を停止。
  - 4月1日 - 生産科学科・農業活用科・生活福祉科・森林科学科・生物科学科の5学科を設置。
- 2004年（平成16年）
  - 3月31日 - 農業科・園芸科・畜産科・生活科学科・林業科・農芸化学科を廃止。
  - 6月2日 - 寄宿舎を改築。
  - 12月14日 - 堆肥舎が完成。
- 2007年（平成19年）1月20日 - 第1回全国高校生パンコンテスト（静岡県）で第1位となる。
- 2008年（平成20年）
  - 3月31日 - 生産科学科・農業活用科・生活福祉科・生物化学科・森林科学科の生徒募集を停止。
  - 4月1日 - 学科改編により、動物科学科・植物科学科・食品科学科・人間科学科・環境科学科の5学科を設置。
- 2010年（平成22年）3月31日 - 生産科学科、農業活用科、生活福祉科、生物工学科、森林科学科を廃止。
- 2013年（平成25年）1月29日 - 相撲場竣工。
- 2016年（平成28年）8月24日 - 第三校舎改築竣工。

## 学校行事
3学期制
1学期
- 4月 - 始業式、新任式、入学式、応援歌練習
- 5月 - 生徒会・農業クラブ総会、農業クラブ校内意見発表会、高総体
- 6月 - 前期中間考査、クラスマッチ
- 7月 - 三者面談、終業式、1日体験入学（中学3年生対象）

2学期
- 8月 - さんさパレード、始業式
- 9月 - 前期末考査
- 10月 - 芸術鑑賞、盛農祭
- 11月 - 収穫感謝祭、生徒会・農業クラブ役員選挙、後期中間考査
- 12月 - 修学旅行（2学年）、生徒会・農業クラブ総会、終業式

3学期
- 1月 - 始業式、校内プロジェクト発表会、推薦入学者選抜試験
- 2月 - 後期末考査、校内駅伝大会
- 3月 - 卒業式、一般入学者選抜試験、合格発表、終業式、離任式

## 農業クラブ・部活動
農業クラブ
- 岩手県学校農業クラブ事務局校。
- 様々な大会等で入賞や高い評価を受けている
- パン祖のパン祭全国高校生パンコンテストで優勝者を出している（第1回、第4回[1]）

運動部
- 硬式野球部
- ラグビー部
- 柔道部
- 自転車部
- 山岳部
- 陸上競技部
- 卓球部
- ソフトテニス部
- バスケットボール部
- バレーボール部
- スキー部
- スケート部
- ソフトボール部
- 弓道部
- サッカー部
- バドミントン部
- 空手道部
- 相撲部

文化部
- 生活部
- 茶道部
- 華道部
- 美術部
- 写真部
- 吹奏楽部
- 書道部
- 演劇部
- 囲碁・将棋部

## アクセス
- 岩手県北バス利用
  - 盛岡駅より「八幡平方面」の路線に乗車した場合、「盛岡農業高校西門」下車。
  - 盛岡駅より「沼宮内営業所行」・「盛岡大学行」に乗車した場合、「盛岡農業高校前」下車。徒歩3分。
  - 滝沢駅より「盛岡大学行」に乗車した場合、「盛岡農業高校」下車[2]。

## 著名な出身者
- 上田農夫 （獣医学舎創設者・元衆議院議員）
- 高橋勝四郎 （獣医師）
- 佐々木信夫 （中央大学名誉教授）
- 小笠原正一 （日通盛岡、元阪神タイガースプロ野球選手・鹿島アントラーズ小笠原満男の叔父）
- 工藤祐信 （教諭時代オスロオリンピック出場）
- 中村直 （元岩手県知事・元衆議院議員）
- 川口民一（元雫石町長）
- 猿子恵久（雫石町長）
- 北畑光男（詩人）